# Wołodymyr Kostewycz
Wołodymyr Jewhenowycz Kostewycz, ukr. Володимир Євгенович Костевич (ur. 23 października 1992 w Derewni) – ukraiński piłkarz występujący na pozycji obrońcy w polskim klubie Kotwica Kołobrzeg.

## Kariera klubowa
Wychowanek Szkoły Piłkarskiej Myrona Markewicza Ruch Winniki, gdzie jego trenerem był Ołeh Wojtiuk. W 2005 został uczniem UFK Lwów, barwy którego bronił w juniorskich mistrzostwach Ukrainy (DJuFL). W 2010 rozpoczął karierę piłkarską w drugiej drużynie Karpat Lwów, już 19 listopada 2011 debiutował w pierwszym składzie Karpat. 10 stycznia 2017 podpisał kontrakt z Lechem Poznań, który obowiązuje do 31 grudnia 2020. 23 marca 2023 podpisał kontrakt z Wartą Poznań, nie rozegrał jednak żadnego meczu dla tego klubu. Od 2024 roku na pozycji obrońcy w polskim klubie Kotwica Kołobrzeg. 